# (85030) Admetos
(85030) Admetos (2804 P-L) – planetoida z grupy trojańczyków okrążająca Słońce w ciągu 12,38 lat w średniej odległości 5,35 j.a. Odkryta 24 września 1960 roku.